# Tessy-Bocage
Tessy-Bocage è un comune francese del dipartimento della Manica in Normandia. È stato istituito il 1º gennaio 2016 a seguito della fusione dei comuni di Fervaches e Tessy-sur-Vire (sede comunale). Il 1º gennaio 2018 è stato unito anche il comune di Pont-Farcy (fino ad allora parte del dipartimento del Calvados).